# Храм Петра и Павла у Яузских ворот
Храм Петра и Павла у Яузских ворот (на Кулишках) — православный храм в Таганском районе Москвы. Входит в состав Покровского благочиния Московской епархии Русской православной церкви. Подворье патриарха Московского и Всея Руси; подворье Сербской православной церкви.
Главный престол освящён в честь иконы Божией Матери «Знамение», приделы — во имя апостолов Петра и Павла и в честь Казанской иконы Божией Матери.

## История

### Ранняя история
Кулишки — историческое название местности, располагавшейся в месте слияния Москвы-реки и Яузы. «Кулишками» (правильнее кулижки) называли невырубленные участки леса (согласно другим данным, кулижки — лес после порубки), покрывавшего в древности высокий холм, разделявший две реки. По названию здешнего монастыря во имя Рождества Иоанна Предтечи это место также называли «Ивановской горкой». Ивановскую горку пересекала речка Рачка, которая в XVIII веке была спрятана в трубу.

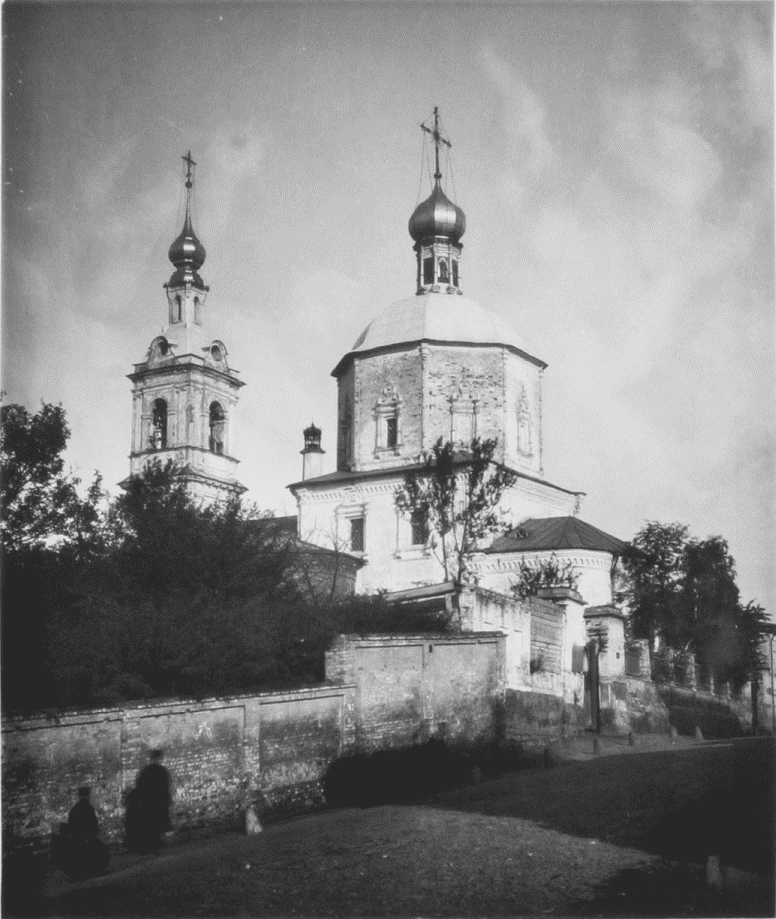
Фотография из альбома Николая Найдёнова. 1882 год

Впервые о каменном храме на этом месте упоминается в 1631 году. Однопрестольный храм имел название «Петра и Павла высокого, что на горке». Сохранились свидетельства о том, что в 1693 году патриарх Московский и всея Руси Адриан отпевал в храме Вассу Строганову.
Здание нынешнего храма было построено в 1700—1702 годах по благословению патриарха Адриана. Главный престол нового храма освятили в честь иконы Божией Матери «Знамение». Старый престол апостолов Петра и Павла был размещён с северной стороны в тёплом зимнем приделе. Храм был выполнен в стиле Московское барокко (т. н. нарышкинский стиль) по принципу "восьмерик на четверике". В 1731 году в южной части тёплого храма был устроен придел в честь Казанской иконы Божией Матери, с этого времени храм стал трёхпрестольным. По проекту архитектора Александра Попова в 1876 году южный придел храма был расширен; освящён 24 ноября 1878 года епископом Дмитровским Амвросием (Ключарёвым).
В 1748 году храм сильно пострадал от пожара, но был быстро восстановлен на средства прихожан. В 1771 году была построена новая трёхъярусная колокольня. В 1812 году зданию храма удалось практически безболезненно пережить время мародёрства и пожаров, однако дома священников и церковные постройки сгорели.

### Советский период
В отличие от большинства церквей, расположенных на Ивановской горке, храм Петра и Павла не закрывался. После революции 1917 года предпринимались неоднократные попытки закрыть храм, в частности, местные пионеры требовали передать им здание храма. В этот период в храм передавали святыни закрытых церквей и принимали безместное духовенство. Настоятелем храма с 1935 года до кончины служил протоиерей Аркадий Константинович Пономарёв (1884—1948), награждённый в 1944 году медалью «За оборону Москвы». 9 сентября 1945 года в храме была совершена хиротония архимандрита Иосифа (Орехова) во епископа Воронежского и Острогожского.
Из воспоминаний митрополита Питирима:

Я вспоминаю о. Аркадия Пономарёва, который служил в храме Петра и Павла у Яузских ворот. Это был очень энергичный человек. Он первым в годы войны отремонтировал свой храм. До войны наше духовенство, платя очень высокие налоги, вынуждено было собирать пожертвования на ремонт. Выходил батюшка в епитрахили и говорил: «Православные, помогите — кто сколько может!» — и шел по рядам, а прихожане клали — кто пятачок, кто какую другую монетку. О. Аркадий, выходя, всегда очень конкретно говорил: «Проповедь на праздничное чтение», — и, как только он начинал говорить, раздавалось щелканье кошельков, — тогда были распространены кошелечки с двумя шариками: все знали, что закончит он одной и той же фразой: «Други мои! Храм наш требует ремонта!» И — ещё не кончилась война, как он уже отремонтировал церковь Петра и Павла

С 1976 по 1983 год в храме служил секретарь митрополита Питирима отец Павел Шишков, будущий монах Свято-Данилова монастыря схиигумен Рафаил.

### Подворье Сербской православной церкви
В 1874 году по высочайшему повелению сербам была дарована под подворье церковь святых Кира и Иоанна на Солянке и находящиеся при ней здания, однако в 1918 году подворье было ликвидировано советской властью, а сама церковь в 1933 году разрушена.
Подворье Сербской православной церкви было возрождено 17 июля 1948 года в храме Петра и Павла по благословению патриарха Московского и всея Руси Алексия I в ходе торжеств по случаю 500-летия автокефалии Русской православной церкви:

Около двух часов дня состоялась передача Петропавловской церкви, что у Яузских ворот, Сербской Православной Церкви. В храм прибыла в полном составе Сербская Церковная делегация во главе со Святейшим Патриархом Гавриилом. Встреченный духовенством храма при пении хора Святейший Патриарх проследовал в алтарь, приложился к Святому Престолу и выслушал слово Митрополита Николая [Ярушевича], в котором он сказал о высокой чести, выпавшей на его долю — передать этот святой храм от лица Святейшего Патриарха Алексия Сербской Церкви в качестве подворья.
Святейший Патриарх в ответном слове благодарил Патриарха Московского и всея Руси и выразил глубокую радость Сербской Церкви о том, что она отныне будет иметь своё представительство в Москве, и что возношение имен обоих Патриархов — Московского и Сербского за богослужениями ещё больше объединит в братской любви обе Церкви.

Однако по политическим причинам подворье так и не смогло начать свою деятельность: в условиях конфликта Тито со Сталиным настоятелю Подворья иеромонаху Прохору (Якшичу) не была оформлена виза в СССР, а нового настоятеля не дали выбрать югославские власти. Так Сербское Подворье было упразднено.
В 1999 году согласно указу патриарха Алексия II храм Святых Апостолов Петра и Павла был преобразован в патриаршее подворье, при котором было вновь открыто представительство Сербской православной церкви.
По словам настоятеля подворья епископа Антония (Пантелича), «вся корреспонденция, все вопросы, укрепление братских связей проходят через сербское подворье. Кроме того, подворье окормляет паству из числа своих соотечественников, живущих в России, и помогает им сохранить культуру и традиции своего народа».
21 января 2002 года в храме совершил божественную литургию предстоятель сербской церкви патриарх Павел, прибывший в Москву накануне с трёхдневным визитом. Патриарху сослужили митрополит Черногорско-Приморский Амфилохий, архиепископ Калужский и Боровский Климент, епископ Тимокский Иустин, епископ Орехово-Зуевский Алексий.

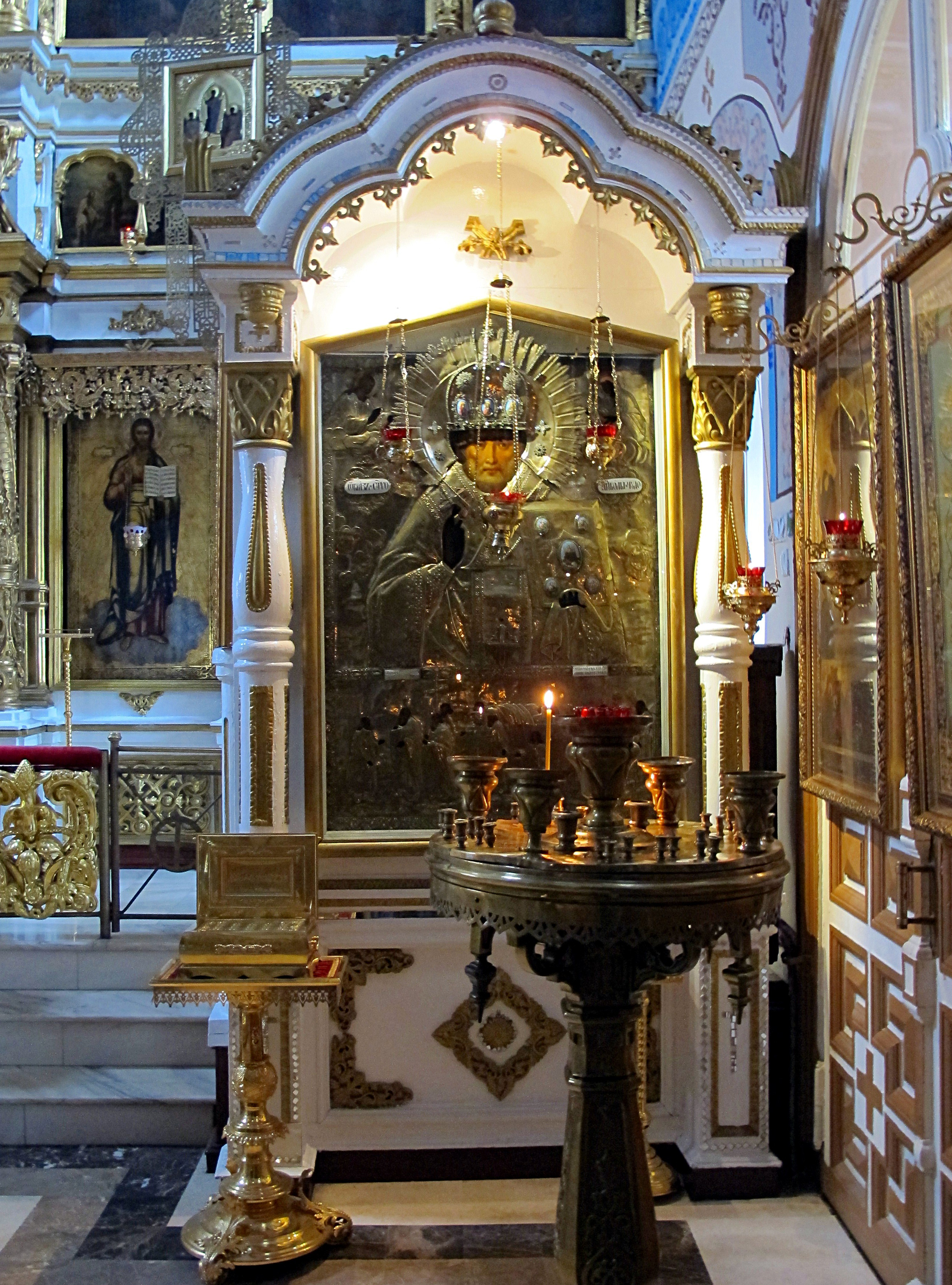
Икона Святого Николая Угодника

## Духовенство
- Епископ Ремезиянский Стефан (Шарич), викарий патриарха Сербского — настоятель храма.
- Архимандрит Александр (Котов),
- Протоиерей Димитрий Калашников,
- Иерей Олег Вышинский,
- Диакон Владислав Соколов[13].

## Святыни
- Боголюбская Московская чудотворная икона Пресвятой Богородицы,
- Икона святителя Николая Чудотворца с изображением перенесения мощей,
- Икона святителя Николая Чудотворца с частицей мощей преподобного Нила Столобенского в панагии,
- Икона Божией Матери «Казанская»,
- Икона Божией Матери «Знамение»,
- Икона святых первоверховных апостолов Петра и Павла,
- Икона Пресвятой Богородицы «Троеручица»,
- Икона преподобного Симеона Мироточивого с частицей целебной лозы,
- Спас Нерукотворный — образ Господа и Спасителя нашего Иисуса Христа,
- Икона Пресвятой Богородицы «Казанская» с предстоящими ангелами,
- 36 частиц мощей святых в напрестольном кресте,
- Ковчег с частицами мощей: 1. Крест Господень, 2. Св. Игнатий Богоносец, 3. Св. ап. Матфей, 4. Св. Николай Чудотворец, 5. Св. вмч. Георгий Победоносец, 6. Святая мученица княгиня Людмила Чешская, 7. Преподобный Макарий Великий, 8. Св. Тихон Патриарх Московский, 9. Св. Афанасий Ковровский, 10. Св. Димитрий Ростовский, 11. Св. Феофана Затворник, 12. Св. Игнатий Брянчанинов, 13. Св. мироносица Мария Магдалина, 14. Св. благоверный князь Лазарь Сербский, 15. Св. Николай Сербский[14].

## Фотографии

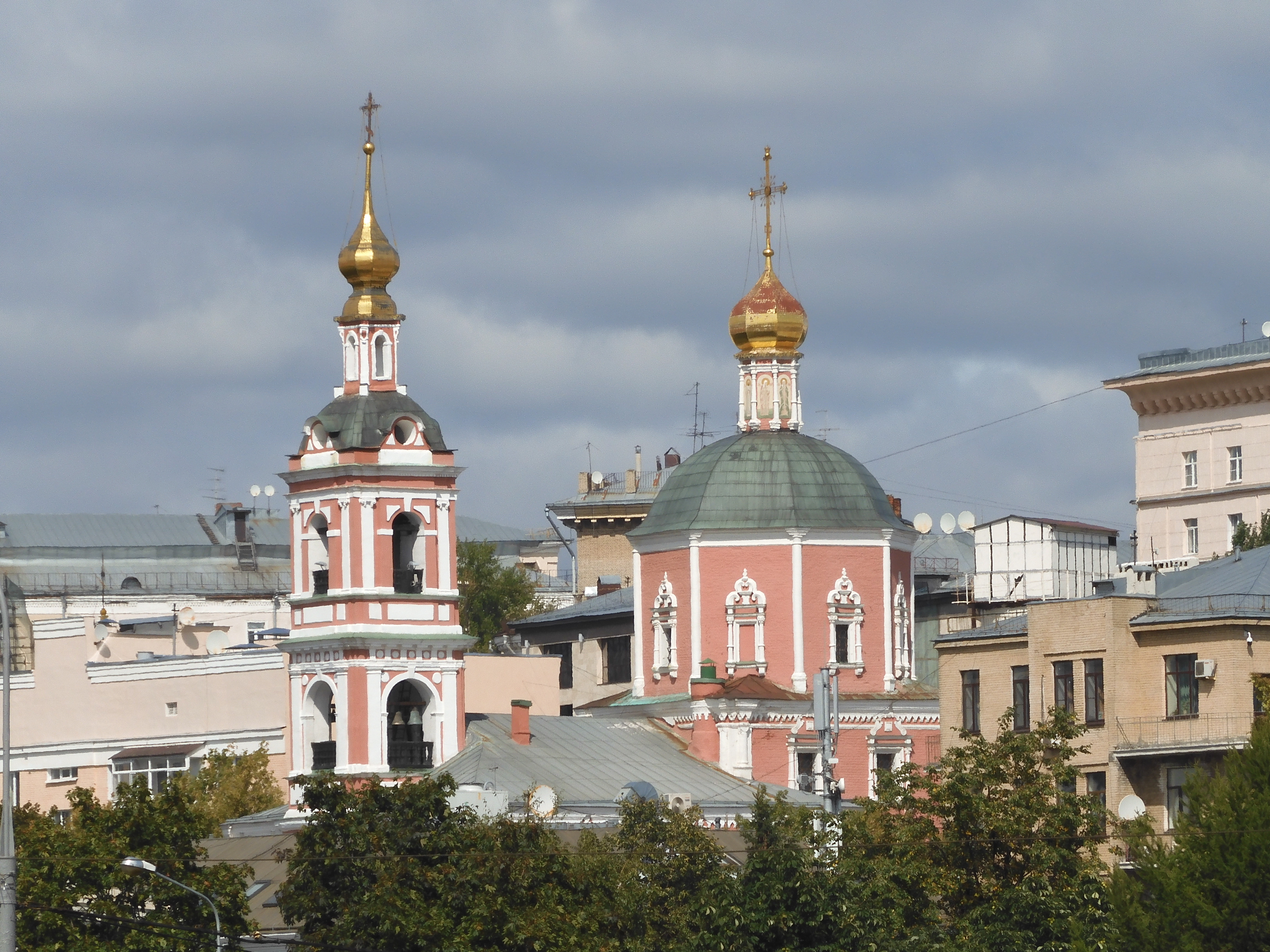
Вид с юго-запада
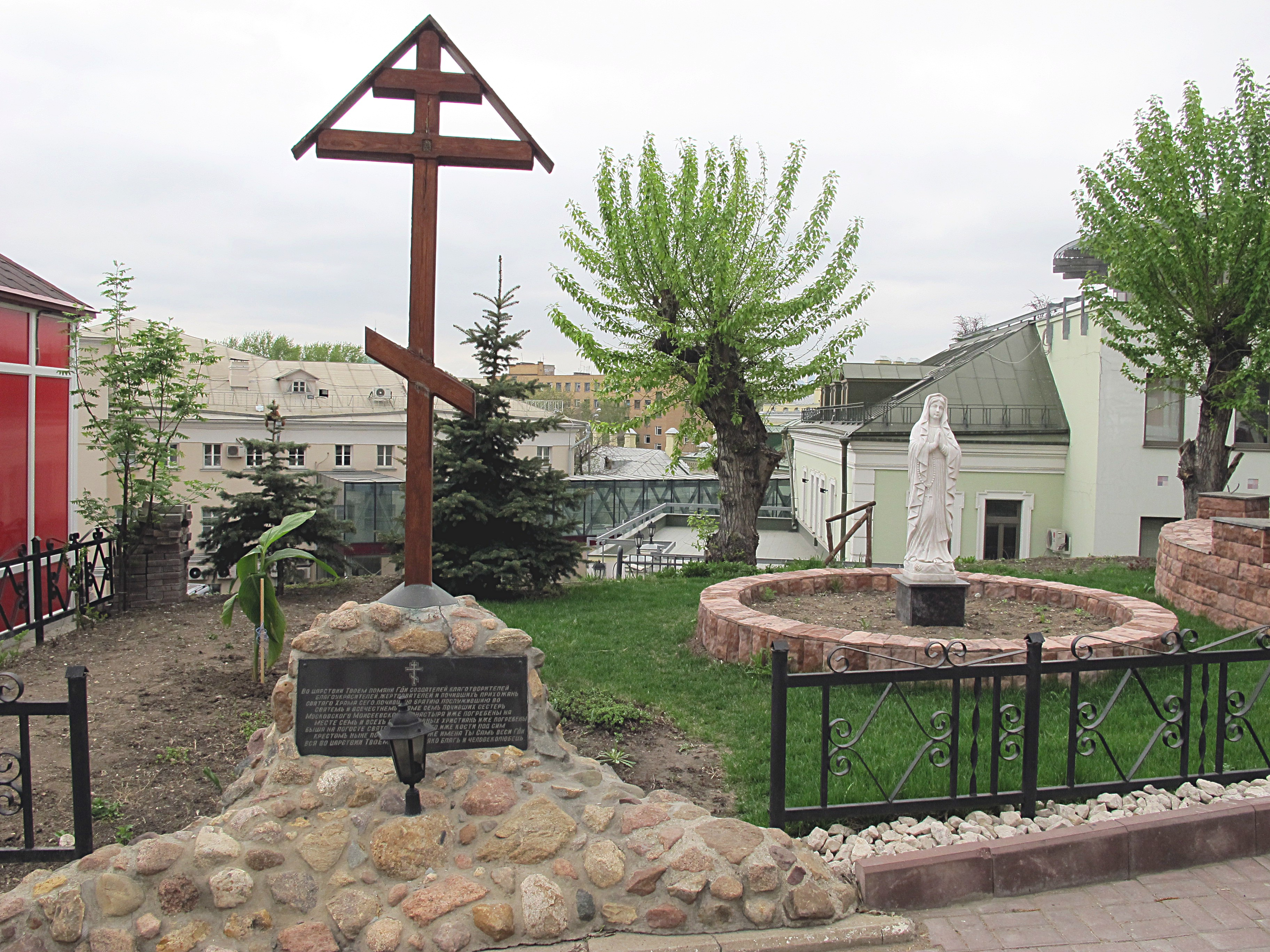
Крест в память всех погребённых на погосте Петропавловского храма
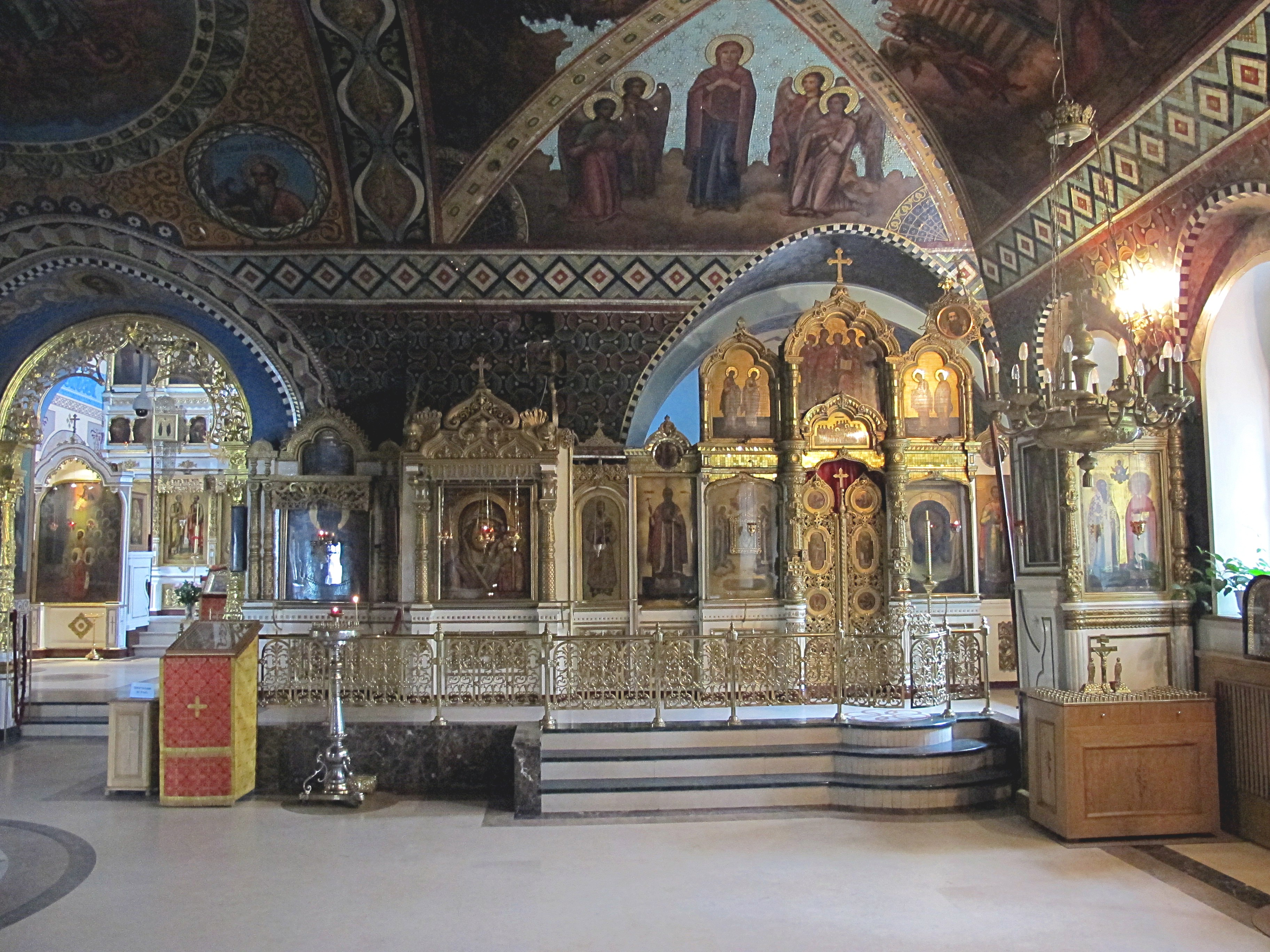
Иконостас правого придела храма